# هاياتو يوشيدا
هاياتو يوشيدا (باليابانية: 吉田 颯) (مواليد 4 أكتوبر 1992)، هو لاعب كرة قدم كان يلعب كمدافع.

## وصلات خارجية
- هاياتو يوشيدا على موقع رابطة كرة القدم اليابانية للمحترفين (اليابانية)